# Colorant

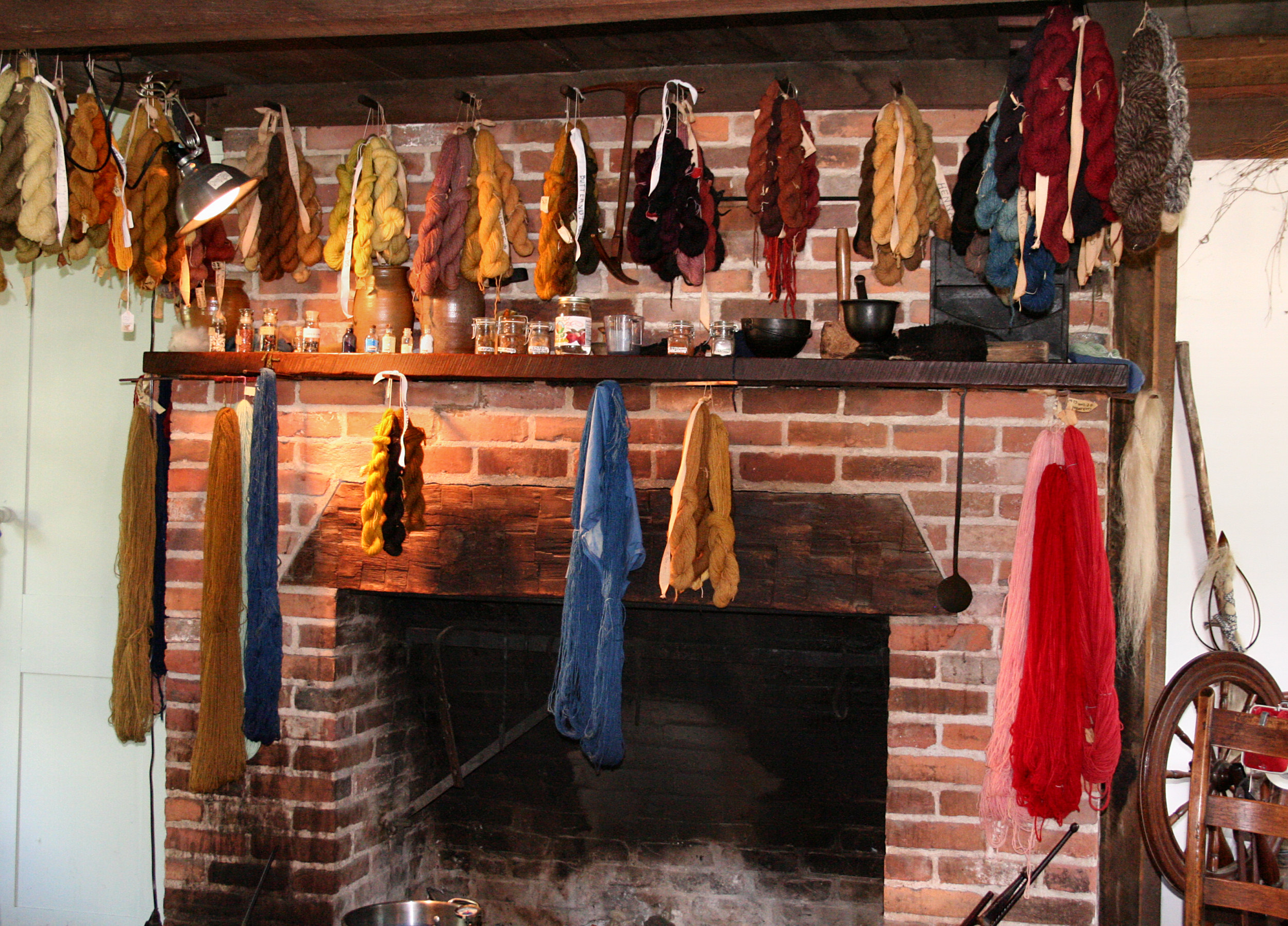
Ață pusă la uscat după colorare, în tradiția americană timpurie

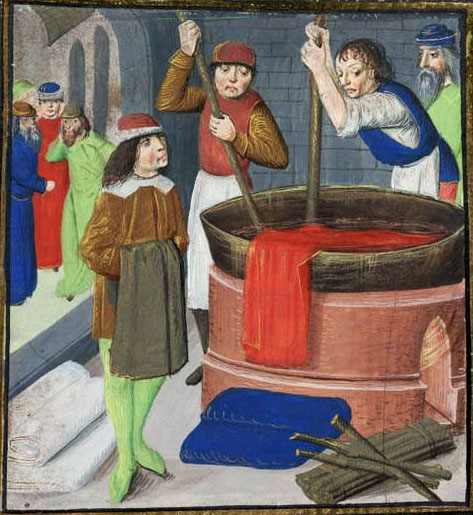
Colorarea unei haine din lână, 1482: din traducerea în franceză a lui Bartolomaeus Anglicus

Colorantul este o substanță naturală sau obținută prin sinteză chimică, care într-o cantitate foarte mică este capabilă să imprime culoarea sa altor compuși cu care intră în contact:piele, materiale textile.
Dacă foarte mulți coloranți naturali erau cunoscuți încă din antichitate: indigoul, șofranul, purpura, primul colorant chimic a fost violetul de anilină (mauveină), obținut de William Henry Perkin în 1856, prin oxidarea anilinei cu bicromat de potasiu.
„În 1856, pe atunci un tânăr chimist, încercam să sintetizez chinina pentru combaterea malariei ce ataca trupele noastre, falnice aparatoare ale onoarei imperiului britanic in India. După mai multe încercări am ajuns să oxidez un compus al anilinei, aliltoluidina. Am obținut rapid un splendid precipitat roșu-brun.
Bineînțeles acest compus nu are nimic în comun cu chinina artificială pe care speram să o obțin, dar acest compus mi-a deschis curiozitatea de chimist, căci varsând din greșeală o mică eprubetă, am vazut ce efect a avut asupra parchetului și asupra bluzei mele: câteva pete extrem de frumoase și care nu au putut fi spălate. Fără să știu am reușit să sintetizez acest colorant textil de care industria avea atîta nevoie.
L-am numit întăi "violet de alilitoluidină", apoi "purpură de anilină", dar cum soția mea a găsit acest nume extrem de barbar, l-am numit mauveină, denumire rapid adoptată. A fost pentru noi toți începutul unei perioade încărcate de glorie și bogăție. Toate acestea pentru o descoperire întâmplătoare și brevetarea, în totală cunoștință de cauză, a primului colorant artificial utilizat în industrie în toate cantitățile.
Ceea ce, trebuie recunoscut, este departe de coloranții naturali, extrem de scumpi și greu de obținut.”

## Vezi și
- Vopsea
- Baiț

## Legături externe
- Meșteșugul văpsitului cu buruieni[nefuncțională]
, digitool.dc.bmms.ro